# 政治地理学
政治地理学（せいじちりがく、英語: political geography）は、政治を研究対象とする、人文地理学の一分野である。政治地理学では、政治と地理的要因の関係性を解明する。

## 研究動向
近代政治地理学は、フリードリヒ・ラッツェルによりはじめられた。当時は研究対象のスケールで国家が重視されていて、国家の盛衰を環境論や空間論の視点から考察していた。ラッチェルは『Politische Geographie』で、土地や資源を獲得するため国家は戦争を続けると考え、戦争により得た空間のことを生存空間（Lebenstraum）として概念化した。
20世紀前半の政治地理学は、帝国主義および戦争との関係性が強化されるとともに、地政学（Geopolitik）に発展し、軍事や外交への応用もみられた。一方、第二次世界大戦終結後はこれらの伝統地政学は地理学から衰退した。

### 新しい政治地理学
英米では、1960年代には政治地理学の研究が停滞していたが、公民権運動、ベトナム反戦運動、学生運動などの影響を受け、1970年代以降は地理学でも政治問題や社会問題への関心が高まった結果、政治地理学の研究が再び盛んになった。この政治地理学は「新しい政治地理学」（New Political Geography）とよばれ、主要な潮流として、新しい地政学および場所の政治が挙げられる。

#### 新しい地政学
新しい地政学（New Geopolitics）では、国際政治経済を空間的・地理的に検討する。新しい地政学は、実証的な新しい地政学と、批判地政学に分類することができる。
実証的な新しい地政学は、世界の政治経済構造や国際関係について空間的に分析する。研究例として、ピーター・テイラーの研究が挙げられ、世界システム論を基礎に、国内外政治の歴史的・地理的動態を理解することを目標とした。また、ジョン・オロッコリンなど、世界システム論の検証を行う研究もみられた。
批判地政学では、国家の覇権性や国家間の権力関係について批判的に検討する。その際、社会理論を用いて、言説分析により権力関係を明らかにする方法論をとる。批判地政学では、特定の空間・場所に言及する地政言説によって生み出される心象地理が関わっている。その分析に際しては、言説の地理的スケール、意味づけられていない「空間」と意味づけられた「場所」の関係性などを明らかにするほか、フレーム分析によって言説を「枠づける」ことなどによって研究することができる。

#### 場所の政治
場所の政治（the politics of place）では、マクロスケールの条件と、特定の場所における政治の関係を考察する。研究対象として、例えば、グローバルな政治経済の変動が及ぼすローカルスケールの政治問題が挙げられる。
場所の政治に関する研究者として、ロン・ジョンストン、ジョン・アグニュー、アンシ・パーシなどが挙げられる。場所が政治行動に影響を及ぼすことを実証した研究として、ロン・ジョンストンは、地方労働組合がとった中央と異なる行動を、その場所とコミュニティ特有の政治行動として考察し、ジョン・アグニューは、国家レベルでの平均値からの差異による地域性に着目し、政治活動や選挙結果の地域差から場所の政治の存在を指摘した。他方、場所の構築を政治地理学的に検討した研究として、アンシ・パーシは、政治意識の形成から地域の制度化が進行することを指摘した。
場所の政治の概念は、1980年代における「新しい地誌学」(New regional geography)の概念の発展から影響を受けた。

### 戦後日本における政治地理学
戦後日本では、1950年代から1960年代にかけて岩田孝三らにより政治地理学の研究が行われていたが、1970年代から1980年代は研究が停滞した。この背景として、地理学の脱政治化のほか、日本国外の政治地理学理論の紹介や導入が行われなかったことなどが挙げられる。一方1990年代以降は、冷戦の終結による政治経済情勢の変化のほか、ポストモダニズム、ポスト構造主義、脱構築など人文社会科学の新たな思想の導入に伴う地理学界の政治化により、政治地理学の研究が活発化した。
日本における政治地理学の研究テーマとして、選挙地理学、場所の政治、領土や国境、領域性に関する研究のほか、行政区域の合併や再編に関する行政地理学の研究、公共政策に関する研究、言説分析による批判地政学研究などが挙げられる。

## 研究者
- ジョン・アグニュー（John A. Agnew）
- イザイア・ボウマン（Isaiah Bowman）
- サイモン・ダルビー（Simon Dalby）
- ジェラルド・トール（Gerard Toal/Gearóid Ó Tuathail）
- デヴィッド・ニューマン（David Newman）
- ピーター・テイラー（Peter J. Taylor）
- ジェラルド・トール（Gerard Toal）
- ダウエント・ホイットルセー（Derwent Whittlesey）